# کوتاشتین فومین
کوتاشتین فومین (اوکراینی: Костянтин Васильович Фомін؛ ۱۹ دسامبر ۱۹۰۳ – ۱۶ ژانویهٔ ۱۹۶۴) بازیکن فوتبال اهل اتحاد جماهیر شوروی سوسیالیستی بود.
از باشگاه‌هایی که در آن بازی کرده‌است می‌توان به باشگاه فوتبال دینامو مسکو اشاره کرد.
وی همچنین در تیم‌های ملی فوتبال شوروی و اوکراین بازی کرده‌است.